# Eric Neal

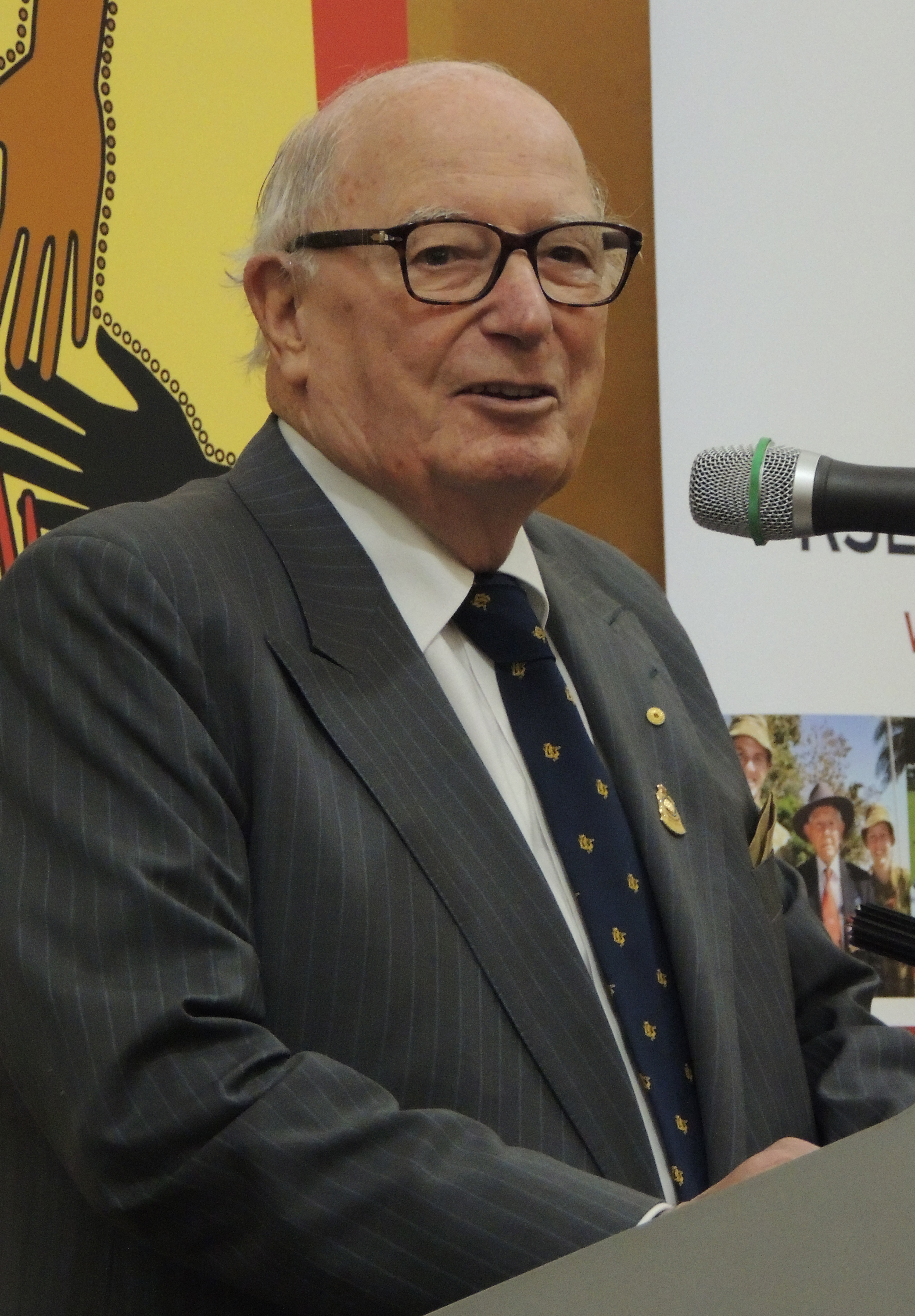
Eric Neal

Eric J. Neal (nacido en 1924) fue gobernador de Australia Meridional entre el 22 de julio de 1996 y el 3 de noviembre de 2001.
También es el rector de la Universidad de Flinders. Anteriormente fue un exitoso hombre de negocios, y fue la primera persona de la comunidad de negocios que llegó al cargo de gobernador de Australia Meridional. Sir Eric obtuvo el título de Caballero en 1982 y fue nombrado miembro de la Orden de Australia en 1988 y comandante de la Orden Real Victoriana en 1992.
La Universidad de Australia Meridional bautizó con su nombre uno de los edificios de la biblioteca.
Se formó como ingeniero en la Escuela de Minas de Australia Meridional (ahora parte de la Universidad de Australia Meridional). Presidió durante catorce años la empresa de construcción Boral y de otras grandes empresas de Australia.